# Sabang
Sabang è una città dell'Indonesia, situata nella provincia di Aceh. La città sorge sull'Isola di Weh, di cui è il centro principale.